# Rockwood, Ontario
Rockwood är en ort i Kanada.   Den ligger i provinsen Ontario, i den sydöstra delen av landet, 400 km sydväst om huvudstaden Ottawa. Rockwood ligger 360 meter över havet.